# Ambush (videogioco)
Ambush è un videogioco fantascientifico del 1983 esclusivo per arcade, sviluppato e pubblicato da Tecfri.

## Modalità di gioco
Ambush è uno sparatutto a scorrimento giocato in una prospettiva in terza persona, simile a quella di Space Harrier della Sega (uscito due anni dopo). Si controlla una navicella spaziale con movimento in otto direzioni, dotata di una mitragliatrice per eliminare ostacoli e nemici. La prima fase di ogni livello prevede il decollo dalla pista di atterraggio, dove il giocatore  deve premere ripetutamente i pulsanti di movimento laterale per accelerare il velivolo. Durante questa fase, il timer segnala il tempo trascorso.
Nella seconda fase, la navicella vola attraverso lo spazio aperto e ha il duplice scopo di schivare gli asteroidi e annientare i mezzi nemici che incrocia. Il giocatore usufruisce del radar visualizzato nell'angolo in alto a destra dello schermo per intercettare questi ultimi e allinearli con precisione nel mirino. Nel corso di questa fase, il carburante residuo diventa un elemento critico: diminuisce progressivamente e può essere reintegrato distruggendo tali nemici. L'obiettivo finale è raggiungere la pista di atterraggio successiva, dove la precisione nell'allineamento determina punti bonus e la comparsa di un messaggio che certifica il grado di abilità acquisito (Licence B, Licence A o Special Licence).